# Aubrey Sherrod
Aubrey Sherrod (nacido el 6 de noviembre de 1962 en Wichita, Kansas) es un exjugador de baloncesto estadounidense que jugó una temporada en la CBA. Con 1,93 metros de estatura, jugaba en la posición de base.

## Trayectoria deportiva

### Universidad
Tras disputar el prestigioso McDonald's All-American Game en su época de high school, en el que resultó elegido mejor jugador del partido, jugó cuatro temporadas en los Shockers de la Universidad Estatal de Wichita, en las que promedió 14,9 puntos, 2,7 rebotes y 3,3 asistencias por partido. Fue incluido en sus tres últimas temporadas en el segundo mejor quinteto de la Missouri Valley Conference.

### Profesional
Fue elegido en la trigésimo cuarta posición del Draft de la NBA de 1985 por Chicago Bulls, pero no llegó a firmar con el conjunto de Illinois, haciéndolo con los Kansas City Sizzlers de la CBA, donde sufrió una lesión de rodilla que finalmente acabaría prematuramente con su carrera profesional.